# (14989) Tutte
(14989) Tutte ist ein Hauptgürtelasteroid, der am 25. Oktober 1997 von Spacewatch am Kitt-Peak-Observatorium entdeckt wurde.